# Zsuffka Viktor
Zsuffka Viktor (Újmoldova, 1910. július 9. – San Francisco, 2001. június 20.) atléta, rúdugró, olimpiai hatodik, Európa-bajnoki negyedik helyezett.

## Élete

### Tanulmányai
1928-ban érettségizett a Könyves Kálmán Gimnáziumban. Budapesten jogot és sportoktatói tanfolyamot végzett.

### Sportpályafutása
1927–1945 között a Magyar Atlétikai Club versenyzője volt. Tízpróbában 1931-ben az országos bajnokság második helyezettje lett. Rúdugrásban 1934-ben a torinói Európa-bajnokságon a negyedik, az 1936. évi nyári olimpiai játékokon a hatodik helyen végzett. Részt vett 1938-ban a párizsi Európa-bajnokságon. 1945-től az Amerikai Egyesült Államokban élt.